# Madre (film 2009)
Madre (마더?, MadeoLR) è un film del 2009 diretto da Bong Joon-ho.

## Trama
Yoon Do-joon è un giovane con un deficit mentale, che vive con la madre in una piccola cittadina della Corea del Sud. La donna pratica illegalmente agopuntura pur di sostentare sé e suo figlio, cercando nel frattempo di allontanarlo il più possibile dall'amico Jin-tae, che considera poco raccomandabile. Dopo che i due si scontrano fisicamente con alcuni giocatori di golf, che poco prima avevano investito Yoon Do-joon con la loro vettura, Jin-tae inizia a parlare all'amico di argomenti di natura sessuale: il giovane inizia a diventare molesto con le ragazze che incontra e in particolare segue una studentessa lungo alcune strade buie. La mattina successiva il corpo della ragazza viene ritrovato esanime su una terrazza, gettando nello sconforto tutto il paese. Le poche prove portano subito a Yoon Do-joon, tanto che alla polizia bastano per accusarlo di omicidio e chiudere subito il caso. La polizia esegue un interrogatorio in seguito al quale riescono a fargli firmare senza troppi problemi una confessione.
La madre è però convinta dell'innocenza del figlio e farà di tutto per scoprire il vero colpevole. La donna assume quindi un avvocato, che tuttavia la tratta con sufficienza e non si mostra d'aiuto. Nel contempo la comunità è convinta della colpevolezza di Do-joon. La madre sospetta che Jin-tae sia il vero colpevole: si introduce quindi nella sua casa alla ricerca di prove: si ritrova così ad assistere ad un amplesso fra l'uomo e una giovane, riuscendo poi a prendere una mazza da golf, macchiata di ciò che lei pensa essere sangue, e la porta quindi alla polizia, che interroga Jin-Tae al riguardo. La macchia si rivela essere semplicemente rossetto: nonostante questo Jin-tae acconsente, dietro pagamento, ad aiutare la madre nel dimostrare l'innocenza di Do-Joon. La donna cerca dunque di spronare suo figlio a ricordare cos'era accaduto quella notte. Il giovane tuttavia, dopo aver fatto a botte in carcere, si ricorda di tutt'altro evento: il tentato omicidio-suicidio che sua madre eseguì quando lui aveva solo cinque anni.
Il giorno dopo la madre si presenta da una cliente a cui ha somministrato un preparato per favorire le gravidanze: la donna è una fotografa e lei le chiede di ingrandire una foto di suo figlio da bambino. La fotografa le racconta del suo ultimo incontro con la ragazza defunta, la quale le aveva chiesto quanto costasse stampare delle foto dal suo cellulare, prima di essere interrotta da una delle sue frequenti epistassi. La madre indaga quindi tra i conoscenti della vittima e riesce a rintracciare una sua amica, che aveva modificato il suo cellulare in modo da poter scattare fotografie senza emettere suono. Confrontata a tal proposito la ragazza fugge, ma viene minacciata e picchiata da due ragazzi, anche loro alla ricerca del cellulare. Messi in fuga i ragazzi con l'aiuto di un uomo, la madre li rintraccia e li fa interrogare da Jin-tae con metodi molto violenti. Lei scopre che la studentessa si prostituiva facendosi pagare solo con un po' di riso per ogni prestazione e fotografava i vari incontri col telefonino.
La madre riesce a farsi consegnare il cellulare dalla nonna di Moon Ah-jung, una donna alcolista e con problemi di salute mentale di cui la nipote era tutrice. La donna riconosce fra le foto un uomo, un raccoglitore di spazzatura che pochi giorni prima le aveva venduto un ombrello. Rintracciato quest'ultimo, la madre scopre così che l'uomo ha assistito all'omicidio della studentessa e che è stato commesso proprio da suo figlio: la donna lo uccide in un raptus, dando poi fuoco alla sua casa. Nei giorni successivi un altro ragazzo ritenuto malato di mente (in realtà con sindrome di Down) viene accusato dell'omicidio: quest'ultimo aveva addosso il sangue della ragazza, ma quest'ultima era semplicemente soggetta ad emorragie del naso. La donna non impedisce che tale ingiustizia venga compiuta tuttavia, dopo il rilascio del figlio, durante un viaggio dell'associazione genitori, posiziona uno dei suoi aghi da agopuntura in un punto della coscia che le consentirà di sbarazzarsi dei brutti ricordi, e inizia a ballare con le altre madri.

## Produzione
Per la produzione del film è stato investito un budget di 5 milioni di dollari.

## Distribuzione
Distribuito in Corea del Sud nel corso del 2009 e presentato nella sezione Un Certain Regard al Festival di Cannes dello stesso anno, il film è stato distribuito negli Stati Uniti da Magnolia Pictures a partire dal marzo 2010. In Italia l'opera è approdata per la prima volta al cinema a partire dal luglio 2021.

## Accoglienza

### Pubblico
Il film ha incassato una cifra equivalente a 16,3 milioni di dollari in Corea del Sud, risultando il film sudcoreano di maggior successo dell'anno e il decimo per incassi nel 2009 in madrepatria.

### Critica
Sull'aggregatore Rotten Tomatoes il film riceve il 96% delle recensioni professionali positive con un voto medio di 7,90 su 10 basato su 118 critiche, mentre su Metacritic ottiene un punteggio di 79 su 100 basato su 31 critiche.